# Łowinek
Łowinek – (niem. Lowinnek, 1942–1945 Loweneck) wieś w Polsce położona w województwie kujawsko-pomorskim, w powiecie świeckim, w gminie Pruszcz. Według spisu powszechnego z 31 marca 2011 roku wieś liczyła 571 mieszkańców. 
W roku 1650 w posiadaniu Macieja Niemojewskiego.
W latach 1975–1998 miejscowość administracyjnie należała do województwa bydgoskiego.
W Łowinku znajduje się Szkoła Podstawowa. Początki szkolnictwa we wsi sięgają 1858. Wtedy to na dzisiejszej posesji rodziny Traczów – wówczas w lepiance – mieściła się szkoła powszechna. 

## Części wsi
| SIMC    | Nazwa        | Rodzaj    |
| ------- | ------------ | --------- |
| 1030925 | Nowy Łowinek | część wsi |
| 1030931 | Osadniki     | część wsi |

## Ochrona przyrody
Przez całą długość wsi przebiega aleja dębowa uznana w 1988 roku pomnikiem przyrody. W alei znajdują się 83 dęby szypułkowe o obwodach od 180 do 380 cm.
W dawnym parku dworskim zachował się liczny starodrzew. Wśród uznanych pomników przyrody za uwagę zasługują cisy drzewiaste i wiąz szypułkowy o obwodzie ponad 5 m.
| Nr  | Nazwa                  | Sztuk | Obwód           |
| 1.  | Lipa drobnolistna      | 1     | 402 cm          |
| 2.  | Cis pospolity          | 3     | 90, 152, 187 cm |
| 3.  | Wiąz szypułkowy        | 2     | 265, 507 cm     |
| 4.  | Dąb szypułkowy         | 5     | 265 - 395 cm    |
| 5.  | Kasztanowiec zwyczajny | 1     | 340 cm          |
| 6.  | Lipa drobnolistna      | 2     | 308, 312 cm     |
| 7.  | Grab zwyczajny         | 1     | 240 cm          |
| 8.  | Żywotnik zachodni      | 1     | 123 cm          |
| 9.  | Modrzew europejski     | 1     | 250 cm          |
| 10. | Świerk pospolity       | 1     | 230 cm          |
| 11. | Buk zwyczajny          | 1     | 256 cm          |

W 2018 roku została pozbawiona ochrony rosnąca w parku podworskim sosna zwyczajna o obwodzie 240 cm (przy powołaniu).

## Osobistości
- Stanisław Niemojewski (1560–1620) – dworzanin króla Zygmunta III Wazy, autor pamiętnika 1606–1608 z czasów Dymitriad.